# Эмери, Виктор
Виктор Эмери (англ. Victor Emery, 28 июня 1933, Монреаль, Квебек) — канадский бобслеист, пилот, выступавший за сборную Канады в 1960-е годы. Чемпион зимних Олимпийских игр 1964 года в Инсбруке, чемпион мира.

## Биография
Виктор Эмери родился 28 июня 1933 года в Монреале, провинция Квебек. Окончил Университет Западной Онтарио и Гарвардскую школу бизнеса, где получил степень магистра делового администрирования. Во время учёбы занимался разными видами спорта, в частности, лёгкой атлетикой, боксом, лыжными гонками. Позже вместе с братом Джоном заинтересовался бобслеем и прошёл отбор в национальную сборную Канады, вступил в Ассоциацию бобслея Канады. Братья выступали практически всегда в одной команде, причём в двойках боб обычно пилотировал Вик, а в четвёрках — Джон.
Молодой спортсмен сразу стал показывать неплохие результаты, благодаря чему удостоился права защищать честь страны на Олимпийских играх 1964 года в Инсбруке, где, находясь в составе четырёхместного экипажа, куда также вошли разгоняющие Дуглас Энакин, Питер Кёрби и его брат Джон, завоевал золотую медаль. Кроме того, его команда боролась здесь за место на подиуме в программе двухместных экипажей, но по итогам всех заездов оказалась лишь на четвёртой позиции. Успех удивил всю бобслейную общественность, поскольку у Канады не было даже своей санно-бобслейной трассы, а спортсмены тренировались в крайне неблагоприятных условиях американского Лейк-Плэсида.
В следующем году на чемпионате мира в швейцарском Санкт-Морице Эмери вместе с разгоняющими Майклом Янгом, Джеральдом Пресли и Питером Кёрби выиграл золото в четвёрках, а также взял бронзу в двойках. В бобслее представлял страну вплоть до конца 1960-х годов, тем не менее, довольно часто получал травмы и уже не смог добиться каких-то выдающихся результатов. Конкуренция в сборной сильно возросла, поэтому вскоре Виктор Эмери принял решение завершить карьеру профессионального спортсмена, уступив место молодым канадским бобслеистам. За свои спортивные достижения занесён в Канадский спортивный зал славы и Канадский олимпийский зал славы. Ныне проживает в Лондоне, где управляет собственным бизнесом.